# Correo de la Robla
La línea R-4f de Media Distancia, popularmente conocida como Correo de La Robla, es un servicio regional de ferrocarril convencional. Fue reintroducido por Feve entre León y Bilbao-Concordia en 2003, tras la reapertura de la línea al tráfico de viajeros. Su nombre procede del tren que transportaba el correo entre las dos capitales por el ferrocarril de La Robla.
Desde el año 2013, tras la disolución de FEVE, los servicios ferroviarios son prestados por Renfe Operadora, a través de su división comercial Renfe Cercanías AM, que se encarga transitoriamente de los servicios de pasajeros en la red de ancho métrico de Adif.

## Servicio
El Correo se compone de un servicio diario por sentido, que recorre la línea deteniéndose en todas las estaciones y apeaderos de la línea, excepto en los tramos de cercanías. No obstante, muchos pequeños apeaderos figuran como paradas discrecionales (o facultativas) en los itinerarios, efectuándose parada sólo en caso de que lo solicite algún viajero. El tren Bilbao - León circula con el número 71876, mientras que su inverso lo hace con el 71891. Ambos trenes se cruzan en Mataporquera, donde se hace el cambio de dotación entre los trenes, consagrando la tradición de los límites territoriales de cada depósito: el maquinista de la mitad occidental está asignado a la residencia de Cistierna, mientras que el de la mitad oriental está asignado a la de Valmaseda. Anteriormente, el cruce se hacía en Vado Cervera.

## Material
En el momento de la reapertura en 2003, se utilizaron automotores diésel de la Serie 2400, llamados Apolos. A partir de 2006 se introdujo a modo de prueba una composición con locomotora y coches con servicio de cafetería, que a pesar de circular a una velocidad máxima de 70 km/h en vez de 80 km/h, consiguió mejorar los tiempos de marcha respecto a los Apolos. Esta experimentación se realizó los viernes con el tren 7801 y los 8700. Este sistema ha perdurado debido a su éxito comercial y técnico, y se amplia a los períodos de fuerte afluencia y estivales. A partir del 2010 se comenzó a utilizar el tren de la Serie 2901 manteniendo los fines de semana el tren habitual de la Serie 2700.

## Recorrido
| Línea | Origen/Destino   | Paradas intermedias | Destino/Origen |
| ----- | ---------------- | --- | -------------- |
|       | Bilbao Concordia | Amézola · Basurto Hospital · Zorroza-Zorrozgoiti · Iráuregui · Zaramillo · Sodupe · Aranguren · Aranguren-Apeadero · Zalla · Valmaseda · Arla-Berrón · Ungo-Nava · Mercadillo-Villasana · Cadagua · Bercedo-Montija · Quintana · Espinosa de los Monteros · Redondo · Sotoscueva · Pedrosa · Dosante Cidad · Robredo Ahedo · Soncillo · Cabañas de Virtus · Arija · Llano · Las Rozas de Valdearroyo · Montes Claros · Los Carabeos · Mataporquera · Cillamayor · Salinas de Pisuerga · Vado Cervera · Castrejón de la Peña · Villaverde-Tarilonte · Santibáñez de la Peña · Guardo-Apeadero · Guardo · La Espina · Valcuende · Puente Almuhey · Cerezal de la Guzpeña · Prado de la Guzpeña · La Llama de la Guzpeña · Valle de las Casas · Sorriba · Cistierna · La Ercina · Boñar · La Vecilla · Matallana · San Feliz · Asunción/Universidad · Ventas/San Mamés | León-Matallana |